# Giuseppe Berardi
Giuseppe Berardi (Ceccano, 28 settembre 1810 – Roma, 6 aprile 1878) è stato un cardinale italiano.

## Biografia
Una delle personalità più carismatiche della Roma papalina del XIX secolo, nacque da umile famiglia di tendenza liberale. Studiò al seminario di Ferentino e poi al Collegio Romano, dove conseguì il dottorato in teologia ad honorem. All'archiginansio di Roma conseguì la laurea in utroque iure.
Si sposò ed ebbe una figlia. Entrò alla Curia romana con vari incarichi soprattutto nei tribunali e nell'amministrazione, fra cui la nomina a protonotario apostolico de numero participantium nel 1850 e a Sostituto della Segreteria di Stato nel 1851. Dal 1859 al 1860 fu anche segretario della Congregazione degli Affari Ecclesiastici Straordinari.
Rimasto vedovo, fu ordinato sacerdote il 19 marzo 1862 e dopo appena pochi giorni (il 7 aprile) fu nominato arcivescovo titolare di Nicea. Fu consacrato vescovo l'8 novembre 1863 dal cardinale Costantino Patrizi Naro.
Nel 1867 riuscì a salvare il fratello Filippo, che stava per essere condannato per alto tradimento. Successivamente il fratello divenne deputato, senatore e marchese.
Fu creato cardinale da Pio IX nel concistoro del 13 marzo 1868 e il 16 marzo dello stesso anno gli fu assegnato il titolo dei Santi Marcellino e Pietro. Particolare curioso: dopo la Breccia di Porta Pia, rimase ancora per diverso tempo l'unico prelato residente nel Quirinale ormai deserto.
Partecipò al Concilio Vaticano I ed al conclave del 1878, che elesse papa Leone XIII.
Morì all'età di 67 anni e la salma fu inumata nella cappella dell'Angelo custode della chiesa di Santa Maria in Aquiro che venne acquisita tempo prima dal fratello, il marchese Filippo Berardi.

## Genealogia episcopale e successione apostolica
La genealogia episcopale è:
- Cardinale Scipione Rebiba
- Cardinale Giulio Antonio Santori
- Cardinale Girolamo Bernerio, O.P.
- Arcivescovo Galeazzo Sanvitale
- Cardinale Ludovico Ludovisi
- Cardinale Luigi Caetani
- Cardinale Ulderico Carpegna
- Cardinale Paluzzo Paluzzi Altieri degli Albertoni
- Papa Benedetto XIII
- Papa Benedetto XIV
- Papa Clemente XIII
- Cardinale Marcantonio Colonna
- Cardinale Giacinto Sigismondo Gerdil, B.
- Cardinale Giulio Maria della Somaglia
- Cardinale Carlo Odescalchi, S.I.
- Cardinale Costantino Patrizi Naro
- Cardinale Giuseppe Berardi

La successione apostolica è:
- Arcivescovo Luigi Maria Aguilar, B. (1871)
- Arcivescovo Antonio Sbrolli (1871)
- Vescovo Pietro Giuseppe de Gaudenzi (1871)
- Arcivescovo Serafino Milani, O.F.M.Obs. (1874)
- Cardinale Angelo Bianchi (1874)